# Kandahar (film, 2010)
Pour les articles homonymes, voir Kandahar (homonymie).
Pour plus de détails, voir Fiche technique et Distribution.
Kandahar (en russe : Кандагар) est un film d'aventure réalisé par Andreï Kavoune, sorti sur les écrans russes en 2010.

## Synopsis
Le film relate le détournement d'un avion de transport humanitaire russe, l'Iliouchine 76 TD immatriculé RA-76842, survenu le 3 août 1995 lors du survol par l'appareil du territoire afghan alors sous contrôle des fondamentalistes taliban, ainsi que la détention de l'équipage dans la ville de Kandahar, jusqu'à son évasion après 378 jours de captivité. Le film est inspiré de faits réels.

## Distribution
- Alexandre Balouïev : Vladimir Ivanovitch Karpatov, commandant de bord
- Vladimir Machkov : Serioga, le copilote
- Andreï Panine : Aleksandr Gotov, le navigateur
- Alexandre Goloubev : Vitek, opérateur radio
- Bogdan Beniouk : Roman Vakoulenko, ingénieur de bord
- Alexandre Robak : Marc
- Iouri Beliaïev : Sokovatov
- Ramil Sabitov : Adel
- Mikhaïl Vladimirov : un touriste
- Ekaterina Khlystova : Ninka